# Étienne Michon
Pour les autres membres de la famille, voir famille Michon.
Étienne-Louis-Charles-Alexandre Michon (23 mars 1865, Marly-sous-Issy - 2 janvier 1939), est un historien de l'art et conservateur de musée français.

## Biographie
Fils de Joseph Michon, il est élève à l’École normale supérieure de 1884 à 1886 et agrégé de lettres. Il est membre de l’École française de Rome de 1887 à 1889, attaché libre, puis titulaire au musée du Louvre de 1889 à 1899.
Étienne Michon est conservateur adjoint au musée du Louvre de 1899 à 1919, professeur à l’École du Louvre de 1910 à 1931, conservateur en chef au musée du Louvre de 1919 à 1936, codirecteur de la revue Monuments et mémoires de la fondation Eugène Piot de 1929 à 1939 et conservateur honoraire des musées nationaux en 1936.
Il devient membre résidant de la Société des antiquaires de France en 1895 et élu membre ordinaire à l’Académie des inscriptions et belles-lettres en 1925.
Il est officier de la Légion d'honneur, officier d'Académie et officier de l'Instruction publique.

## Publications
- Musée du Louvre. Département des antiquités grecques et romaines. – Acquisitions de l’année 1906. Éd. Antoine Héron de Villefosse et Étienne Michon. Paris : s. n., 1907.
- Musée du Louvre. Département des antiquités grecques et romaines. – Catalogue sommaire des marbres antiques. Éd. Antoine Héron de Villefosse et Étienne Michon. Paris : s. n., 1896 ; Paris : G. Braun, 1918 ; Melun : imprimerie Administrative ; Paris : Musées nationaux, palais du Louvre, 1922.
- La Sculpture grecque au musée du Louvre. Paris : L’Illustration, 1934 (« Les Albums du Louvre »).
- La Sculpture romaine au musée du Louvre, Paris : L’Illustration, 1936 (« Les Albums du Louvre »).